# Civljane
Civljane – wieś w Chorwacji, w żupanii szybenicko-knińskiej, w gminie Civljane. W 2011 roku liczyła 44 mieszkańców.